# Astrid Suurbeek
Astrid Suurbeek (née le 15 février 1947) est une joueuse de tennis néerlandaise de la fin des années 1960.
Avec l'équipe des Pays-Bas, elle a notamment joué la finale de la coupe de la Fédération en 1968, perdue face à l'Australie de Margaret Smith. 

## Palmarès

### Finales en double dames
| No | Date       | Nom et lieu du tournoi             | Catégorie | Surface      | Vainqueures                  | Partenaire  | Score         |          |
| -- | ---------- | ---------------------------------- | --------- | ------------ | ---------------------------- | ----------- | ------------- | -------- |
| 1  | 28/01/1968 | Wills International Auckland       |           | Gazon (ext.) | Kerry Melville Gail Sherriff | Ada Bakker  | 6-0, 6-2      | Parcours |
| 2  | 22/07/1968 | Dutch Open Championships Hilversum |           | Terre (ext.) | Annette Van Zyl Pat Walkden  | Judy Tegart | 6-2, 3-6, 6-3 | Parcours |

## Parcours en Grand Chelem (partiel)

### En simple dames
| Année | Championnat d'Australie Open d'Australie | Championnat d'Australie Open d'Australie | Internationaux de France | Internationaux de France | Wimbledon       | Wimbledon     | US National US Open | US National US Open |
| ----- | ---------------------------------------- | ---------------------------------------- | ------------------------ | ------------------------ | --------------- | ------------- | ------------------- | ------------------- |
| 1966  | -                                        | -                                        | -                        | -                        | 1er tour (1/64) | Laura Rossouw | -                   | -                   |
| 1967  | -                                        | -                                        | -                        | -                        | 2e tour (1/32)  | Maryna Godwin | -                   | -                   |
| 1968  | 1/4 de finale                            | Billie Jean King                         | -                        | -                        | 2e tour (1/32)  | Winnie Shaw   | -                   | -                   |
| 1969  | -                                        | -                                        | -                        | -                        | 2e tour (1/32)  | Lesley Turner | -                   | -                   |

À droite du résultat, l’ultime adversaire.

### En double dames
| Année | Championnat d'Australie Open d'Australie | Championnat d'Australie Open d'Australie | Internationaux de France | Internationaux de France | Wimbledon                  | Wimbledon                 | US National US Open | US National US Open |
| ----- | ---------------------------------------- | ---------------------------------------- | ------------------------ | ------------------------ | -------------------------- | ------------------------- | ------------------- | ------------------- |
| 1967  | -                                        | -                                        | -                        | -                        | 1er tour (1/32) Ada Bakker | Rosie Casals B. J. King   | -                   | -                   |
| 1968  | 1/4 de finale Ada Bakker                 | Rosie Casals B. J. King                  | -                        | -                        | 3e tour (1/8) Ada Bakker   | Winnie Shaw Joyce Barclay | -                   | -                   |
| 1969  | -                                        | -                                        | -                        | -                        | 2e tour (1/16) Ada Bakker  | Gail Sherriff C. Sherriff | -                   | -                   |

Sous le résultat, la partenaire ; à droite, l’ultime équipe adverse.

### En double mixte
| Année | Championnat d'Australie   | Championnat d'Australie | Internationaux de France | Internationaux de France | Wimbledon | Wimbledon | US Open | US Open |
| 1968  | 2e tour (1/8) B. Geraghty | B. J. King Dick Crealy  | -                        | -                        | -         | -         | -       | -       |

Sous le résultat, le partenaire ; à droite, l’ultime équipe adverse.

## Parcours en Coupe de la Fédération
| #                                                                   | Date       | Lieu  | Surface      | Gagnante(s)                         | Perdante(s)                        | Score         |          |
|                                                                     |            |       |              |                                     |                                    |               |          |
| 1968 - 2e tour (groupe mondial) - Pays-Bas - Pologne - 2 : 1        |            |       |              |                                     |                                    |               |          |
| 1                                                                   | 23/05/1968 | Paris | Terre (ext.) | Danuta Wieczorek                    | Astrid Suurbeek                    | 4-6, 6-4, 6-4 | Parcours |
| 1                                                                   | 23/05/1968 | Paris | Terre (ext.) | Astrid Suurbeek Lidy Venneboer      | Barbara Olszewska Danuta Wieczorek | 8-6, 7-5      | Parcours |
|                                                                     |            |       |              |                                     |                                    |               |          |
| 1968 - 1/4 de finale (groupe mondial) - Pays-Bas - Bulgarie - 3 : 0 |            |       |              |                                     |                                    |               |          |
| 2                                                                   | 24/05/1968 | Paris | Terre (ext.) | Astrid Suurbeek                     | Lubka Radkova                      | 6-1, 6-3      | Parcours |
| 2                                                                   | 24/05/1968 | Paris | Terre (ext.) | Marijke Jansen Astrid Suurbeek      | Yulia Berberian Lubka Radkova      | 6-1, 6-1      | Parcours |
|                                                                     |            |       |              |                                     |                                    |               |          |
| 1968 - 1/2 finale (groupe mondial) - Pays-Bas - États-Unis - 2 : 1  |            |       |              |                                     |                                    |               |          |
| 3                                                                   | 25/05/1968 | Paris | Terre (ext.) | Astrid Suurbeek Lidy Venneboer      | Mary-Ann Eisel Nancy Richey        | 3-6, 8-6, 6-0 | Parcours |
|                                                                     |            |       |              |                                     |                                    |               |          |
| 1968 - Finale (groupe mondial) - Australie - Pays-Bas - 3 : 0       |            |       |              |                                     |                                    |               |          |
| 4                                                                   | 21/05/1968 | Paris | Terre (ext.) | Margaret Smith Court                | Astrid Suurbeek                    | 6-1, 6-3      | Parcours |
| 4                                                                   | 21/05/1968 | Paris | Terre (ext.) | Margaret Smith Court Kerry Melville | Astrid Suurbeek Lidy Venneboer     | 6-3, 6-8, 7-5 | Parcours |